# NGC 4384
NGC 4384 is een spiraalvormig sterrenstelsel in het sterrenbeeld Grote Beer. Het hemelobject ligt 119,4 miljoen lichtjaar van de Aarde verwijderd en werd op 2 april 1791 ontdekt door de Duits-Britse astronoom William Herschel.

## Synoniemen
- UGC 7506
- MCG 9-20-168
- MK 207
- ZWG 269.55
- IRAS 12227+5446
- PGC 40475